# Arkadij Rosengolts
Arkadij Pavlovitj Rosengolts (ryska: Аркадий Павлович Розенгольц), född (4 november enligt g.s.) 16 november 1889 i Vitebsk i Kejsardömet Ryssland (nu Vitsebsk i Belarus), död (avrättad) 15 mars 1938 i Kommunarka i Moskva, var en rysk revolutionär politiker och militär befälhavare. Han var Sovjetunionens folkkommissarie för utrikeshandel från 1930 till 1937. År 1938 ställdes han inför rätta vid den tredje och sista Moskvarättegången.

## Biografi
Arkadij Rosengolts föddes i Vitebsk år 1889; han var son till en judisk köpman. År 1905 blev han medlem av den bolsjevikiska fraktionen av Rysslands socialdemokratiska arbetareparti (RSDAP). I samband med första ryska revolutionen 1905 greps han och hölls i fängsligt förvar en kort tid. Året därpå närvarade han vid RSDAP:s fjärde partikongress, vilken hölls i Stockholm. Därefter verkade han som försäkringsagent samt arbetade för bolsjevikpartiet i Vitebsk, Kiev, Jekaterinoslav och Moskva. År 1917 deltog Rosengolts i ryska revolutionen. Han var bland annat ledamot av den militära revolutionskommittén.
Under inbördeskriget var Rosengolts politisk kommissarie i Röda armén och kom att spela en avgörande roll vid erövringen av Kazan och Volgaregionen. I september 1918 utnämnde Lev Trotskij Rosengolts till medlem av den revolutionära krigskommittén. Han entledigades från denna post, men fortsatte att tjänstgöra som politisk kommissarie. Åren 1922–1924 var Rosengolts chef för det sovjetiska flygvapnet. Han företog hemliga förhandlingar med företrädare för den tyska krigsmakten och rikskansler Wilhelm Cuno med syftet att få till ett militärt samarbete länderna emellan, i huvudsak mot Polen. I december 1923 var Rosengolts en av undertecknarna av en hemlig deklaration vilken förordade utökad demokrati i bolsjevikpartiet; Rosengolts hade nu officiellt anslutit sig till vänsteroppositionen i partiet och lierat sig med Trotskij.
Åren 1925–1927 var Rosengolts rådgivare och chargé d'affaires vid Sovjetunionens ambassad i London. Han förestod ambassaden från november 1925, då Christian Rakovskij sändes till Paris, till juli 1926 då Rakovskijs efterträdare Leonid Krasin anlände. Krasin avled dock senare samma år och då fick Rosengolts ånyo leda ambassadens arbete. I England företog Rosengolts spionage för Sovjetunionens räkning, vilket 1927 ledde till att de diplomatiska förbindelserna länderna emellan avbröts. Rosengolts uppmanades att lämna England och återvände till Sovjetunionen. Samma år utsågs han till folkkommissarie för inspektionen av arbetare och bönder, benämnd Rabkrin. Därutöver blev han medlem av Centrala kontrollkommissionen för Sovjetunionens kommunistiska parti, det vill säga den institution som handhade disciplinärenden. Rosengolts hade vid det här laget brutit alla kontakter med vänsteroppositionen och svurit Stalin trohet. Som ett tecken på Stalins förtroende blev han 1930 utnämnd till ställföreträdande folkkommissarie för handel. Senare detta år delades folkkommissariatet upp i två sektioner: inrikes- och utrikeshandel. Rosengolts blev då ordinarie folkkommissarie för den sistnämnda.
Mordet på Sergej Kirov 1934 användes av Stalin för att göra stora utrensningar inom och utom partiet. I juni 1937 avskedades Rosengolts från sina poster och tre månader senare greps han. På Stalins order hade NKVD förberett ett åtal och i början av 1938 ställdes han inför rätta vid den tredje och sista Moskvarättegången tillsammans med bland andra Nikolaj Bucharin och Aleksej Rykov. De åtalades för bland annat sabotage, antisovjetisk verksamhet och för att ha planerat att mörda både Lenin och Stalin. Rosengolts åtalades även för att på Trotskijs order ha lämnat ut militära hemligheter till Nazityskland. I sitt slutanförande inför rätten fördömde Rosengolts Trotskij i hårda ordalag och hyllade Stalin.
Rosengolts dömdes till döden och sköts den 15 mars 1938. Avrättningen genomfördes av Vasilij Blochin. Rosengolts rehabiliterades först 1988.

## Familj
Även hustrun, Zoja, greps och sköts. Äldsta dottern Jelena dog sent 1930-tal, officiellt genom självmord med pistol, sonen Valerij förtrycktes och samma gjordes med stora delar av hans familj, däribland hans syster, konstnären Eva Rozengolts-Levina (1898–1975); brodern, professor i mikrobiologi German Rosengolts frigavs ur lägren 1955, farbrodern, operasångaren vid Kirovteatern, Nochim Frumson (känd under artistnamnet Nikolaj Rostovskij). En annan farbror, journalisten och politikern (mensjevik) Aron Jugov (1886–1954) förvisades under tsartiden, men även 1922 då han fråntogs sovjetiskt medborgarskap, anklagad för "kontrarevolutionära aktiviteter". Han bodde i Tyskland fram till 1933 men flyttade till Frankrike efter nazisternas maktövertagande för att 1940 fly till Kanada. I slutet av 1940-talet bodde han i New York. Kusinen, poeten och journalisten Jelena Sjirman (1908–1942) sköts tillsammans med sina föräldrar i Rostov-na-Donu under Förintelsen i Ukraina.

## I media
Rosengolts porträtterades 1943 i Hollywoodfilmen "På uppdrag i Moskva", regisserad av Michael Curtiz, av den rysk-amerikanske skådespelaren Ivan Lebedeff (ursprungligen Lebedev).

## Utmärkelser
- Röda fanans orden (1920)
- Leninorden (1933)